# Não furtarás
"Não furtarás" (Bíblia King James (BKJ)), também "Não cometerás furto" (BJ), (hebraico לא תגנוב, transliteração neolatina Lo tigënov: s = "Não furtarás"), é o "Oitavo Mandamento da Lei de Javé Deus", na ordem original talmúdica, como ela foi dada a Moisés no Monte Sinai, em duas ocasiões (a primeira, relatada em Êxodo 20: 1–17, e a segunda, em Deuteronômio 5: 4–21), que estabelece a natureza exclusiva da relação entre a nação de Israel e Javé, O Deus de Israel, que Ele iniciou, após libertar os israelitas da escravidão por meio da sobrevinda das pragas ao Egito e, assim, pois, do Êxodo, dando, pois, seguimento a "Os Dez Mandamentos", que são amplamente acolhidos como imperativos espirituais e morais por biblistas, estudiosos, historiadores e teólogos, tanto cristãos como judeus, e que se consideram, em vasta maioria, como aplicáveis ao povo de Javé Deus também na "Era da Graça", colimados por Jesus Cristo nos Dois Mandamentos do Amor, que são Um Só.
Na dinâmica espiritual judaica originária, furto tem conexão íntima com idolatria e também com adultério e mentira, em sentido amplo, pois, em tal compreensão, ambas as condutas ou práticas, em essência, conduzem o ser humano ao "desvio d'O Original" (colocado em desfavor ou preterido), para se dar atenção a "outro que não seja O Original". E, de modo também inteiramente conexo, assim como, para "idolatria", toda essa interconexão, embora não declarada, nem formalmente conceituada, pode ser facilmente depreendida da "leitura reverente da Escritura.
Embora, na acepção usual — e, mesmo, na bíblica, originária — o termo refira-se à "transgressão do compromisso de fidelidade conjugal mutuamente assumido, nela incluída a fidelidade sexual" — o mesmo termo passou a comportar significações derivadas (inclusive bíblicas), ao se referir à rejeição de Javé Deus. Também se usa o termo "adultério" (e o correspondente verbo "adulterar") com os significados de "alterar, corromper, deturpar, falsificar" etc., todos eles significando, afinal, "a perda de foco antes dedicada a um, passando tal dedicação a outro".
Etimologicamente, "adultério" (do latim alius (outro), alter (outro, mais de dois). Na evolução plural, alteri (outro[s], no sentido geral). Essa porção vocabular forma o verbo alterare (alterar, falsificar, tornar noutra coisa). Com o prefixo "ad-", surge ad-altero, ("adultério/adúltero/adultero").
Esse Oitavo Mandamento Talmúdico da Lei Mosaica, portanto, guarda muita semelhança com o Segundo e o Terceiro Mandamento, pois os três mandamentos proíbem a idolatria, que significa, em compreensão bíblica, "tudo aquilo que possa desviar a adoração e a atenção exclusivas a'O Senhor Javé Deus, muito embora seu escopo seja essencialmente mais abrangente, mais amplo que o do terceiro mandamento, mais específico. Considera-se que, em sentido geral, idolatria seja a oferta de algum tributo [de honra] a algo criado [portanto, um "ídolo"). Nos tempos antigos, oportunidades para participar na homenagem ou adoração de outras divindades, abundantes. Conforme o Livro de Deuteronômio, os israelitas foram estritamente advertidos a não adotar nem adaptar qualquer das práticas religiosas dos povos ao seu redor. Contudo, a história do povo de Israel até o cativeiro babilônico reflete a violação desse segundo mandamento e suas conseqüências, pela adoração de "deuses estrangeiros". Grande parte da pregação bíblica da época de Moisés para o exílio orienta a escolha da adoração exclusiva a Javé Deus, em lugar de aos falsos deuses. O exílio babilônico parece ter sido um ponto de virada, após o qual o povo judeu como um todo tornou-se fortemente monoteísta e disposto a lutar batalhas (como a Revolta dos Macabeus) e enfrentar o martírio antes de homenagear qualquer outro deus.
A declaração-oração "Shemá Israel" e o conjunto de bênçãos e maldições decorrentes revelam a intenção do mandamento de incluir o amor sincero a'O Único e Verdadeiro Deus, e não apenas meramente o reconhecimento ou observância exteriores. Nos Evangelhos, Jesus Cristo cita o "Shemá Israel" como O Maior Mandamento, e os apóstolos, depois d'Ele, pregaram que aqueles que seguem a Jesus Cristo devem abandonar os ídolos. O Catecismo católico e também os teólogos da Reforma e pós-Reforma têm ensinado que o mandamento aplica-se aos tempos modernos e proíbe a adoração tanto de "adultério humano" (nível carnal), como de "adultério espiritual" de qualquer outra forma (astrólogos, magos etc.), como o foco posto em prioridades temporais, como desejos (comida, prazer físico), trabalho e dinheiro, por exemplo. O Catecismo católico elogia aqueles que se recusam até mesmo simular tal adoração num contexto cultural, uma vez que "o dever de oferecer adoração autêntica a Deus deve ser a preocupação do homem, como indivíduo e como ser social".

## Os Dez Mandamentos
Diferentes tradições religiosas, não apenas judaicas ou só cristãs, apresentam os dezessete versículos de Êxodo 20: 1–17 e seus correspondentes versículos em Deuteronômio 5: 4–21  divididos e organizados em "dez mandamentos" ou "ditos" em modos diferentes, mostrados na tabela abaixo. Alguns sugerem que "o número dez" é uma opção para auxiliar a memorização, em vez de uma questão de teologia, embora essa organização decenal mostre coesão interna, concordância e consistência temática a justificá-la.
| LXX | FDA | SPT | TAV | AHV | CRV | LTV | PRC | Mandamento (artigo principal)                                                                 | Ex 20:1-17                                          | Dt 5:6-21                                           | Judaísmo                                            | Catol-"R"                                           | Catol-"O"                                           | Prot-"G"                                            |
| --- | --- | --- | --- | --- | --- | --- | --- | --------------------------------------------------------------------------------------------- | --------------------------------------------------- | --------------------------------------------------- | --------------------------------------------------- | --------------------------------------------------- | --------------------------------------------------- | --------------------------------------------------- |
| —   | —   | —   | 1   | —   | 1   | —   | (1) | Eu Sou Javé, o SENHOR, teu Deus, que te fez sair da terra do Egito, da casa da escravidão![1] | 2                                                   | 6                                                   | 1                                                   | 1                                                   | 1                                                   | 1                                                   |
| 1   | 1   | 1   | 2   | 1   | 1   | 1   | 1   | Não terás outros deuses além de Mim[1]                                                        | 3                                                   | 7                                                   | 2                                                   | 1                                                   | 1                                                   | 1                                                   |
| 2   | 2   | 1   | 2   | 1   | —   | 1   | 2   | Não farás para ti imagem de escultura[1]                                                      | 4–6                                                 | 8–10                                                | 2                                                   | 1                                                   | 2                                                   | 2                                                   |
| 3   | 3   | 2   | 3   | 2   | 2   | 2   | 3   | Não pronunciarás em vão o Nome de Javé, o SENHOR teu Deus[1]                                  | 7                                                   | 11                                                  | 3                                                   | 2                                                   | 3                                                   | 3                                                   |
| 4   | 4   | 3   | 4   | 3   | 3   | 3   | 4   | Lembra-te do dia do shabbãth, sábado, para santificá-lo[1]                                    | 8–11                                                | 12–15                                               | 4/sáb                                               | 3/dom[2]                                            | 4/dom[2]                                            | 4/dom[2]                                            |
| 5   | 5   | 4   | 5   | 4   | 4   | 4   | 5   | Honra teu pai e tua mãe                                                                       | 12                                                  | 16                                                  | 5                                                   | 4                                                   | 5                                                   | 5                                                   |
| 6   | 7   | 5   | 6   | 5   | 5   | 5   | 6   | Não matarás                                                                                   | 13                                                  | 17                                                  | 6                                                   | 5                                                   | 6                                                   | 6                                                   |
| 7   | 6   | 6   | 7   | 6   | 6   | 6   | 7   | Não adulterarás                                                                               | 14                                                  | 18                                                  | 7                                                   | 6                                                   | 7                                                   | 7                                                   |
| 8   | 8   | 7   | 8   | 7   | 7   | 7   | 8   | Não furtarás[3]                                                                               | 15                                                  | 19                                                  | 8                                                   | 7                                                   | 8                                                   | 8                                                   |
| 9   | 9   | 8   | 9   | 8   | 8   | 8   | 9   | Não darás falso testemunho contra o teu próximo                                               | 16                                                  | 20                                                  | 9                                                   | 8                                                   | 9                                                   | 9                                                   |
| 10  | 10  | 9   | 10  | 10  | 10  | 9   | 10  | Não cobiçarás (a casa do teu próximo)                                                         | 17a                                                 | 21b                                                 | 10                                                  | 10                                                  | 10                                                  | 10                                                  |
| 10  | 10  | 9   | 10  | 9   | 9   | 10  | 10  | Não cobiçarás (a mulher do teu próximo)                                                       | 17b                                                 | 21a                                                 | 10                                                  | 9                                                   | 10                                                  | 10                                                  |
| 10  | 10  | 9   | 10  | 10  | 10  | 10  | 10  | Não cobiçarás (seus servos, animais, ou coisa alguma que lhe pertença)                        | 17c                                                 | 21c                                                 | 10                                                  | 10                                                  | 10                                                  | 10                                                  |
| —   | —   | 10  | —   | —   | —   | —   | —   | Edificarás estas pedras, que Eu te ordeno, no Monte Gerizim                                   | Adoção exclusiva por parte da Comunidade Samaritana | Adoção exclusiva por parte da Comunidade Samaritana | Adoção exclusiva por parte da Comunidade Samaritana | Adoção exclusiva por parte da Comunidade Samaritana | Adoção exclusiva por parte da Comunidade Samaritana | Adoção exclusiva por parte da Comunidade Samaritana |

Tradições:
- Todas as citações das escrituras acima são da Bíblia King James . Clique nos versos no topo das colunas para outras versões.
- LXX: versão Septuaginta ("versão dos VXX"), geralmente seguida por cristãos ortodoxos.
- FDA: versão de Filo de Alexandria, basicamente idêntica à Septuaginta, mas com os mandamentos de "não matar " e de "não adulterar"  invertidos.
- SPT: versão do Pentateuco Samaritano ou Torá Samaritana, com um mandamento adicional sobre o Monte Gerizim como sendo o décimo.
- TAV:  versão do  Talmude judaico, faz do "prólogo" o primeiro "ditado" ou "matéria" e combina a proibição de adorar outras divindades além de Javé com a proibição da idolatria.
- AHV: versão de Agostinho, segue o Talmude, ao combinar os versículos 3–6, mas omite o prólogo como um mandamento e divide a proibição de cobiçar em dois e segue a ordem de palavras de Deuteronômio 5:21 em vez da de Êxodo 20:17.
- CRV: versão da Igreja Católica Romana, o Catecismo da Igreja Católica, em grande parte — mas, não em tudo — segue Agostinho.
- LTV: versão da Igreja Luterana, segue o Catecismo Maior de Lutero, que segue Agostinho, mas omite a proibição das imagens e usa a ordem das palavras de Êxodo 20:17, em vez das de Deuteronômio 5:21 para o nono e décimo mandamentos.
- PRC:  visão da Igreja Calvinista, segue os Institutos da Religião Cristã de João Calvino, que segue a Septuaginta; esse sistema também é usado no Livro Anglicano de Oração Comum.[37]
- A passagem dos mandamentos no Êxodo contém mais de dez declarações, dezenove no total. Enquanto a própria Bíblia assina a contagem de "10", usando a frase hebraica aseret had'varim— traduzida com as 10 palavras, afirmações ou coisas, essa frase não aparece nas passagens usualmente apresentadas como sendo "os Dez Mandamentos". Várias religiões dividem os mandamentos de modo diferente.  A tabela exibida aponta essas diferenças.
- [1] Jesus Cristo, em seu ministério, apresenta uma "releitura universal da Lei Mosaica", desde o Sermão da Montanha (Mt 5, 6 e 7[38]), bem como em várias outras ocasiões, em particular, o ensino sobre "O Maior Mandamento da Lei", ao qual foi arguido por um "juiz judeu, perito na Lei", conforme (Mt 22: 34-40[39]): " (34) Assim que os fariseus ouviram que Jesus havia deixado os saduceus sem palavras, reuniram-se em conselho. (35) E um deles, juiz perito na Lei, formulou uma questão para submeter Jesus à prova: (36) 'Mestre, qual é o Maior Mandamento da Lei?' (37) Asseverou-lhe Jesus: ' Amarás o Senhor, teu Deus, de todo o teu coração, de toda a tua alma e com toda a tua inteligência. (38) Este é o primeiro e maior dos mandamentos. (39) O segundo, semelhante a este, é: Amarás o teu próximo como a ti mesmo. (40) A estes dois mandamentos estão sujeitos toda a Lei e os Profetas. " (Mt 5, 6 e 7[39]). Alguns estudiosos e intérpretes bíblicos apressam-se a concluir que, com tal declaração, O Senhor Jesus Cristo houvesse abolido a Lei Antiga, o que, em verdade, nunca se deu. O que Ele fez foi uma "releitura unificadora e universalizante da Lei Antiga (também universal)", contudo sob um novo prisma — o prisma soberano do Amor". E, nesse sentido — pode-se dizer que Jesus Cristo "resumiu" a Antiga Lei de dez mandamentos para dois... e os dois tornou-os um só: O Grande e Universal Mandamento do Amor. O Apóstolo João, em seu evangelho remarca essa nota de modo extraordinário, por exemplo, em Jo 3:16-17[40]: " (16) Porque Deus amou o mundo de tal maneira que deu o seu Filho Unigênito, para que todo aquele que nele crê não pereça, mas tenha a vida eterna. (17) Portanto, Deus enviou o seu Filho ao mundo não para condenar o mundo, mas para que o mundo fosse salvo por meio dele. ". E, ainda mais, em suas Cartas (ou Epístolas), ele faz questão de aprofundar esse tema essencial, indispensável e universal. Por exemplo, em 1 Jo 3:16-17[41]:" (7) Amados, amemos uns aos outros, pois o Amor procede de Deus; e todo aquele que ama é nascido e conhece a Deus. (8) Aquele que não ama não conhece a Deus, porquanto Deus é Amor. (9) Foi desse modo que se manifestou o Amor de Deus para conosco: em haver Deus enviado o Seu Filho Unigênito ao mundo, para vivermos por intermédio d'Ele. (10) Assim, nisto consiste o Amor: não em que nós tenhamos amado a Deus, mas em que Ele nos amou e enviou o seu Filho como propiciação pelos nossos pecados. ". Algumas igrejas cristãs, entre as quais a Igreja Católica Romana,  mas não apenas ela, reunem os mandamentos da seguinte forma:  os mandamentos do Decálogo de números 1 a 4 são mandamentos de Amor a Deus; os de números 5 a 10 são mandamentos de Amor ao próximo.
- [2] O Cristianismo, em suas igrejas de modo geral (exceto as de confissão sabatista, como a Igreja Adventista do Sétimo Dia, entre outras) entende o dia de domingo como o dia do Senhor na Nova Aliança, pois foi o dia em que Jesus Cristo ressuscitou ("o terceiro dia")[42].
- [3] O Judaísmo afirma que essa é uma referência ao furto em geral, embora alguns, com base em Lv 19:11,[43] e na hermenêutica talmúdica (דבר הלמד מעניינו, Davar ha-lamed me-inyano ="O que ensina seu interesse",[44][45] sugiram ser apenas furto de propriedade.
- (4)/sab e (3 ou 4)/dom significam, respectivamente, os dias de sábado ou domingo, considerados de observância devida para o mandamento do shabbãth, por parte da confissão religiosa citada. O número "3" significa que a fé em causa considera-o como terceiro mandamento e o número "4", como o quarto mandamento.

A narrativa bíblica da revelação no Sinai começa em Êxodo 19:16,17 após a chegada dos filhos de Israel ao Monte Sinai (também chamado Monte Horebe). "(16) Ao alvorecer do terceiro dia, houve trovões, relâmpagos e uma espessa nuvem sobre a montanha, e um clangor muito forte de trombeta; e todas as pessoas que estavam no acampamento começaram a tremer de medo. (17) Então Moisés conduziu o povo para fora do acampamento, para encontrar-se com Deus, ao pé da montanha". Depois de "Javé Deus, o Senhor descer sobre o Monte Sinai", Moisés subiu brevemente e voltou e preparou o povo, e, em seguida, em Êxodo 20, "Deus falou" a todas as pessoas as palavras da Aliança, ou seja, os "Dez Mandamentos", como está escrito. A erudição bíblica moderna diverge sobre se, em Êxodo 19-20, o povo de Israel ouviu diretamente todo o Decálogo, ou apenas parte dele, ou se o povo o recebeu por meio de Moisés.
Como o povo estava com medo de ouvir mais e "distanciou-se", Moisés disse: "Não tenhais medo". Ele, porém, chegou-se à "escuridão espessa", onde "A Presença do SENHOR estava", para ouvir os estatutos adicionais e "juízos" os quais "escreveu" na "Torá", e que leu para o povo na manhã seguinte, e todo o povo concordou em obedecer e fazer tudo o que o SENHOR havia dito. Moisés escoltou um grupo seleto composto por Aarão, Nadabe e Abiú e "setenta dos anciãos de Israel" para um local no monte onde eles adoravam "de longe"e eles "viram O Deus de Israel" acima de um "pavimento trabalhado como pedra de safira clara".
Então Javé disse a Moisés: "Sobe o monte, vem até mim e fica aqui; Eu te darei as tábuas de pedra com a Lei e os mandamentos que escrevi para instrução do povo!" Moisés partiu com Josué, seu cooperador; e subiram à montanha de Deus. — Primeira menção das Tábuas da Aliança em Ex 24:12-13

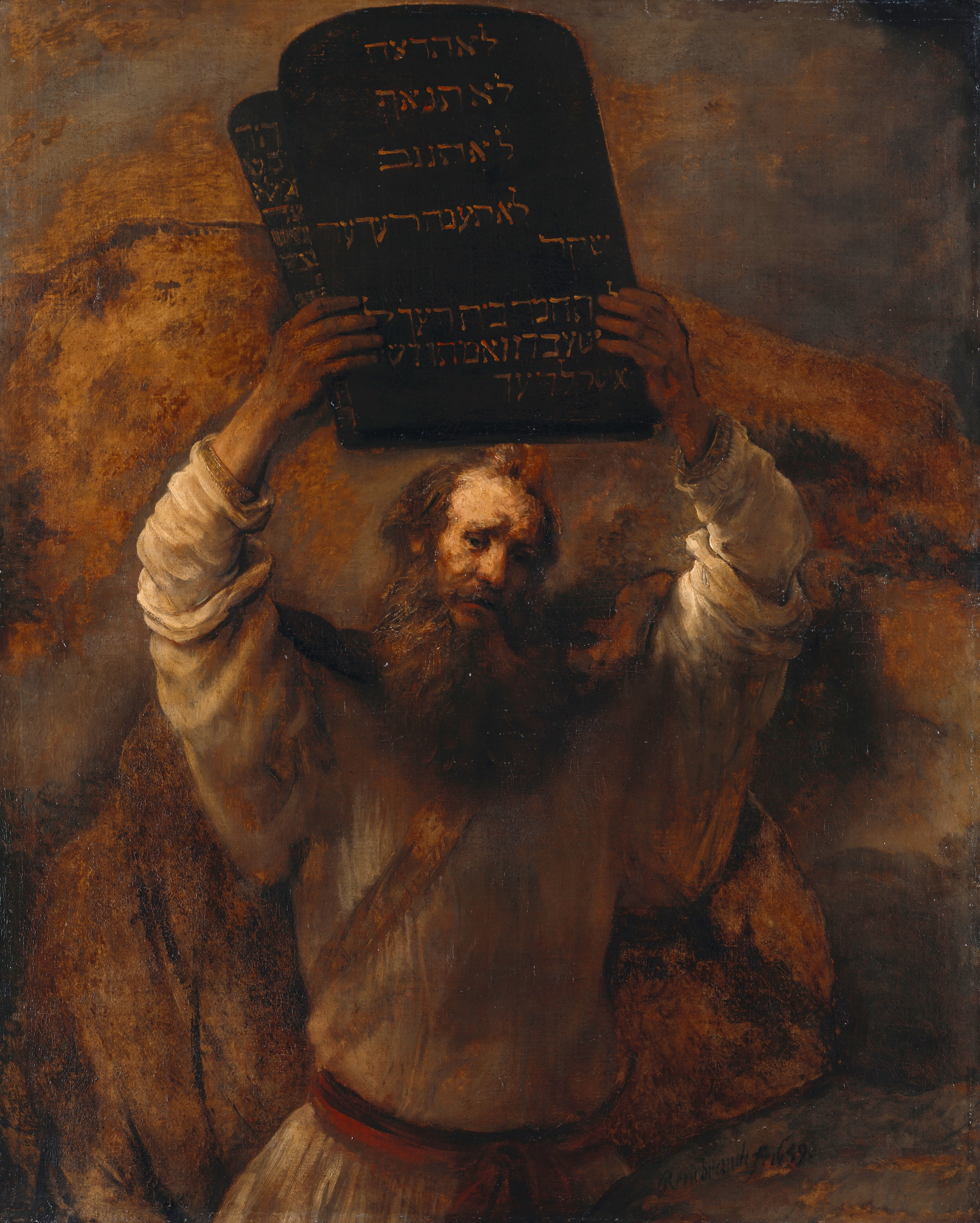
Moisés quebra as Tábuas da Lei (1659) por Rembrandt. (Gemäldegalerie, Berlin)

O monte ficou coberto pela nuvem durante seis dias, e no sétimo dia Moisés entrou no meio da nuvem e ficou "no monte quarenta dias e quarenta noites ". E Moisés disse: "O Senhor Javé entregou-me duas tábuas de pedra escritas com O Dedo de Deus, e nelas estava escrito de acordo com todas as Palavras, que o Senhor Javé falou convosco no monte do meio do fogo no dia da assembléia " Antes dos quarenta dias completos expirarem, os filhos de Israel decidiram coletivamente que algo havia acontecido a Moisés, e compeliram Arão a moldar um bezerro de ouro , e ele "construiu um altar diante dele" e o povo "adorou". Com essa conduta, o povo de Israel demonstrou que, apesar de ter saído e liberto do Egito em apenas um dia, todavia, o Egito ainda precisava sair dele, o que tomou muito mais tempo.
Após quarenta dias, Moisés e Josué desceram do monte com as duas tábuas: "E aconteceu que, chegando ao arraial, viu o bezerro e a dança; e Moisés, ardendo em ira, tirou as tábuas das mãos e as quebrou no pé do monte. Após os eventos nos capítulos 32 e 33, no capítulo 34: "Então Javé solicita a Moisés: 'Corta duas placas de pedra semelhantes às primeiras, sobe a mim na montanha, e Eu escreverei as mesmas palavras que escrevi nas primeiras tábuas, que quebraste'.". "(27) Disse ainda Javé a Moisés: 'Escreve essas palavras; porquanto é de acordo com o teor dessas palavras que estabeleço aliança contigo e com Israel!' (28) Moisés ficou ali com o SENHOR quarenta dias e quarenta noites, sem comer pão e sem beber água. E escreveu sobre as tábuas de pedra as palavras da aliança: os Dez Mandamentos".
Conforme a tradição judaica, Êxodo 20: 1–17{ constitui a primeira dação de Deus dos Dez Mandamentos nas duas tábuas, que Moisés quebrou em ira com sua nação rebelde. Mais tarde, foi reescrita em novas tábuas e depositada na Arca da Aliança Essas novas tábuas consistem na reedição por Deus dos Dez Mandamentos para a geração mais jovem que deveria entrar na Terra Prometida. As passagens em Êxodo 20 e Deuteronômio 5 contêm mais de dez declarações, totalizando dezenove ao todo.

## Antigo Testamento

### A não verdade
A compreensão do Oitavo Mandamento na ordem original talmúdica — "Não furtarás" — coloca, desde logo, um penhor muito amplo acerca do que pretende abranger e, pois, significar. Com efeito, tudo aquilo que é apropriado por alguém, quer apenas fisicamente, quer ainda intelectual ou mental (e, por extensão, espiritualmente), tem foros de "não verdade", no sentido de que não foi concebido ou praticado com o intuito da Verdade, que, em última e primeira análise, é A própria essência d'O Altíssimo, O Eterno Senhor Javé Deus — tudo aquilo que foi assim obtido, foi-o no rótulo do "engano intencional" e, assim, pois, é denominado indistintamente "furto" ou "roubo", na significação originária hebraica. Assim, furtar ou roubar assume, na dinâmica espiritual, um significado muito mais profundo: significa a mentira em oposição À Verdade.
A sociedade civil moderna distingue entre furto e roubo. Furto é a subtração de algo, dele apropriando-se como seu, na ausência do legitimo proprietário. Roubo é a subtração de algo tomado diretamente do proprietário, portanto, com uso de ameaça ou mesmo violência física. A correta interpretação do Oitavo Mandamento remete à palavra hebraica originária תגנוב, transliteração neolatina aproximada tigënov, ou, às vezes, por simplicidade genov (ou ganav), que representa muito mais do que apenas o furto e o roubo de objetos pessoais ou tangíveis, tocáveis. Algumas vezes, tem sido traduzida por "enganar", "lograr". Assim, a palavra costumeiramente traduzida por "furtar" (ganav) tem, no Antigo Testamento, o sentido de: (1) furto [ou roubo] de objetos inanimados (prata, ouro, dinheiro) e animados (boi, ovelha, etc); (2) engano e rapto de pessoas; e (3) conforme o profeta Jeremias, "a proclamação, por alguém, dos próprios sonhos ou visões como se fossem oriundos de Javé Deus, sem o serem, na verdade, vale dizer, profecias e visões falsas, enganosas, as quais, por terem sido "subtraídas d'A Verdade de Javé Deus, são qualificadas também de furto e roubo:

"(25) Tenho ouvido o que dizem esses profetas que proclamam mentiras em meu Nome, afirmando: 'Eis que tive um sonho! Tive uma visão!' (26) Até quando os profetas continuarão a profetizar mentiras e as ilusões de suas próprias mentes? (27) Eles imaginam que os sonhos que contam uns aos outros farão o povo desprezar o meu Nome, assim como os seus antepassados esqueceram o meu Nome por causa de Baal. (28) O profeta que tem um sonho conte a visão; e aquele que tem a minha Palavra, pregue fielmente a minha Palavra. Porquanto o que tem a palha a ver com o trigo?”, questiona o SENHOR. (29) 'Não é a minha Palavra como o fogo mais poderoso?”, indaga Javé, 'e como uma marreta que despedaça a rocha? (30) Portanto', afirma Javé, 'estou contra os profetas que roubam uns dos outros as minhas palavras. (31) Sim', declara Javé, 'estou contra os profetas que com as próprias línguas declaram oráculos. (32) Sim! Estou contra os que proclamam falsos sonhos!', afirma o SENHOR. 'Eles os comunicam e com as suas mentiras irresponsáveis desviam o meu povo. Eu jamais os enviei, tampouco os autorizei a pregar; eles não produzem qualquer benefício a ninguém do meu povo!”, assevera Javé."(Bíblia King James Atualizada online)
De modo semelhante, o profeta Ezequiel, alerta a esses falsos anunciadores, sejam adivinhos, profetas ou visionários, apontando-lhes A Palavra Reta de Javé Deus, O Senhor, que é, Ela Mesma, A VERDADE:

"(1) Mais tarde veio a mim a Palavra do SENHOR nestes termos: (2) 'Ó filho do homem, prega contra os profetas de Israel e adverte a estes videntes que falam apenas sobre o que imaginam, e dize-lhes: Ouvi, pois, a Palavra de Javé! (3) Assim diz o Eterno, o SENHOR Deus: Aí dos profetas insensatos, que seguem apenas seus próprios humores e suas tolices, mas nada viram nem ouviram! (4) Ó Israel, os teus profetas são como raposas nos desertos. (5) Ora, não fostes consertar as brechas do muro para a nação de Israel, a fim de que ela pudesse resistir firme aos combates no Dia do SENHOR. (6) Suas visões são falsas, e seus prognósticos todos mentirosos. Com vossas bocas dizeis: 'Palavra de Javé', quando o SENHOR não vos revelou nada, tampouco vos enviou a parte alguma; e ainda assim tens a expectativa de que vossas previsões se cumpram. (7) Porventura não tivestes visões falsas e não falastes adivinhações falsas, quando pregastes: 'Eis que o SENHOR diz', sendo que, em verdade, Eu não havia falado convosco? (8) Portanto, assim diz Javé, o SENHOR Deus: Por causa de vossas palavras frívolas e porque alardeastes visões fraudulentas, me coloco frontalmente contra vós! Oráculo de Javé, o Eterno Soberano, (9) Eis que minha mão se oporá vigorosamente contra os profetas que pregam falsas visões e proferem adivinhações mentirosas. Eles não pertencerão ao Conselho do meu povo, não estarão inscritos nos registros da Casa de Israel e não entrarão na terra de Israel. E deste modo, sabereis que Eu Sou Javé, o Soberano SENHOR!' (10) Visto que fazeis meu povo desviar-se da verdade pregando-lhe: 'Paz' quando, na verdade, não há possibilidade alguma de paz, e quando labutam na construção de um muro fraco e tentam esconder sua fragilidade rebocando-o com argamassa e passando cal. (11) Ora, essa parede vai cair! Eis que mandarei uma chuva torrencial, uma chuva de pedras, e rajarão ventos violentos. (12) Então, quando o muro desabar, o povo lhes indagará: 'Onde está o reboco e a caiação que fizestes?' (13) Por isso, assim afirma o Eterno Soberano, o SENHOR: Na minha indignação permitirei o estouro de um vento tempestuoso, e na minha ira enviarei uma chuva de pedras e um aguaceiro com grande poder de inundação que se abaterão com violência sobre vós e vosso muro caiado. (14) De um momento para outro despedaçarei o muro que fora caiado por vós, e o arrasarei de tal forma que até os seus alicerces ficarão à mostra. Quando ele cair, e com ele a cidade, sereis igualmente aniquilados, e chegareis à conclusão de que Eu Sou Javé, o SENHOR. (15) Deste modo esgotarei minha cólera contra essa parede e contra todas as pessoas que a rebocaram com argamassa fraca e tintura de cal; e então vos direi: 'Eis que a parede caiada já não existe, tampouco aqueles que a ergueram e rebocaram, isto é, (16) os pregadores de Israel que profetizaram sobre Jerusalém e alegaram ter tido visões de paz para esta cidade quando, em verdade, não havia possibilidade de paz iminente! Palavra do SENHOR, o Soberano! (17) Agora, pois, ó filho do homem, volta a tua face contra as filhas do teu povo, que vaticinaram a partir do que sentiam em suas entranhas, e profetiza tu contra elas! (18) E declara: Assim diz Javé, o SENHOR Deus: Ai das que costuram pulseiras enfeitiçadas nos braços da minha gente, e que fazem véus de vários comprimentos para pessoas de toda estatura com o objetivo de seduzir e enganar o povo. Ó infelizes, imaginais que podeis enlaçar a vida do meu povo e ainda sairdes incólume disto? (19) Vós me profanastes entre o meu povo em troca de alguns punhados de cevada e por pedaços de pão, matando quem não havia de morrer e mantendo com vida quem não merecia mais viver; mentindo ao meu povo incauto que lhes da ouvidos. (20) Por isso, assim diz Javé, o SENHOR Deus: Eis que sou terminantemente contra vossos berloques de magia, pulseiras de feitiço, mediante as quais cativais o povo, prendendo-os como pássaros no alçapão; pois Eu mesmo os arrancarei de vossos braços, e colocarei em liberdade todas as vidas, pessoas que caçais como aves frágeis. (21) Da mesma maneira rasgarei vossos véus e livrarei o meu povo das vossas mãos; eles jamais voltarão a ser presas fáceis do vosso poder nefasto. (22) Mediante vossas mentiras causastes um grande mal: confundistes e desencorajastes o justo, sem que isso tenha partido da minha vontade, e incentivastes os ímpios a não abandonarem seus maus caminhos a fim de encontrar a salvação de suas vidas. (23) Por este motivo, jamais tereis novamente falsas visões e nunca mais havereis de praticar qualquer espécie de adivinhação ou premonição. Eis que livrarei o meu povo das vossas mãos. E então sabereis que Eu Sou Javé, o SENHOR."(Bíblia King James Atualizada online)
Todos os bens da Terra pertencem a Javé, O Deus Verdadeiro, porque Ele os criou. Ele é o Senhor Supremo, e, assim, pode dispor de tudo segundo Sua Vontade. Javé Deus destinou a terra, e tudo o que ela tem, para uso de todos os homens por igual, por Sua Justiça no Amor. Cada um tem, pois, o direito de adquirir bens próprios e outro não pode deles apropriar-se de maneira ilícita — o que caracteriza o furto/roubo, seja qual for a natureza do bem indevidamente apropriado. O ser humano é insaciável em todos os seus desejos: "Todo o trabalho humano é realizado para satisfazer a sua boca; entretanto, o seu apetite jamais encontra satisfação" (Eclesiastes 6:7), e isso pode levá-lo a tentação de roubar ou furtar. É levado a agir não mais guiado pela razão, mas sim pela ambição e pela ganancia de querer possuir tudo. Somente o Senhor pode refrear essa humana procura desenfreada de satisfazer os "apetites", adquirindo-os de maneira ilícita.
Significativas vozes de teólogos acadêmicos (como o alemão estudioso do Antigo Testamento Albrecht Alt), sugerem que o mandamento "não furtarás" foi originalmente concebido contra: roubo de pessoas, rapto e escravidão, segundo a interpretação talmúdica da instrução como "tu não deve sequestrar" (Sanhedrin 86a).
A palavra hebraica traduzida por "roubar" é "gneva" A Bíblia hebraica contém um número de proibições de roubar e descrições das consequências negativas deste tipo de pecado. A narrativa de Gênesis descreve Raquel como tendo roubado os bens de seu pai Labão, ao fugir de casa com seu marido Jacó e seus filhos. Labão perseguiu de perto a Jacó, para recuperar seus bens, e buscou fazer-lhe mal, mas Raquel escondeu os itens roubados e evitou a descoberta. Êxodo 21:16 e Deuteronômio 24:7 aplicam-se à mesma palavra hebraica para o sequestro (no sentido de roubar um homem) e exigem a pena de morte para esse pecado.
A palavra hebraica traduzida por "roubar" é mais comumente aplicado a bens materiais. A restituição poderá ser exigida, mas não há judicial pena de morte. No entanto, um ladrão pode ser morto se for pego no ato de quebrar na noite em circunstâncias onde os ocupantes podem ser razoavelmente medo de um dano maior. O hebraico antigo entendimento honrado direitos de propriedade privada e exigiu a restituição, mesmo em casos em que pode ter sido acidental, como o gado pastando em outro homem do campo ou numa vinha (Êxodo 22:1-9)).
No Livro de Levítico, a proibição de furtar e roubar é repetida no contexto de amar o próximo como a si mesmo e a proibição é expandida para incluir práticas errôneas ou fraudulentas em matéria de comércio e negociações. Salários devidos ao trabalhador contratado não devem ser retidos. Os vizinhos não deve oprimir ou roubar uns dos outros. Vizinhos são para tratar francamente com os outros, para se protegerem mutuamente, um a vida de outro, abster-se de vingança e rancor, e levantar-se para a retidão e a justiça em matérias que ir para o tribunal.
A lei obriga o ladrão de pagar sete vezes (se o ladrão rouba porque ele está com fome)).Se o ladrão não era capaz de pagar uma compensação por seu furto com a venda de suas coisas, ele pode ser vendido como um escravo;
Se o ladrão confessasse o pecado, tivesse permissão para devolver o bem com um quinto de seu valor, levasse ao sacerdote a compensação para Javé Deus (um carneiro sem defeito, do rebanho, ou seu equivalente, como oferta da culpa); e esse lhe fizesse expiação perante Javé Deus, ele seria perdoado.
Pobreza e ganância consideram-se estar entre as razões para o roubo. Além disso, as coisas  roubadas são doces, e o pão (alimento) comido em segredo é agradável. O cúmplice do ladrão odeia a sua própria vida; ele ouve a maldição, mas nada revela. às Vezes, os governantes são ladrões ou cúmplices de ladrões.
O Livro de Provérbios contrasta a resposta de uma vítima de um ladrão que rouba para matar a fome com a resposta de um marido ciumento do adultério. O ladrão não é desprezado por sua vítima, mesmo que tenha de fazer a restituição, mesmo se lhe custar todos os bens de sua casa. Porém, o marido ciumento não aceitará compensação alguma e vai pagar o adúltero com feridas e ignomínia, que não pouparão ao seu furor o vingar-se. Jeremias descreve os ladrões como ser humilhado, quando eles são apanhados. E o Livro de Zacarias descreve Javé Deus como amaldiçoando a casa do ladrão e a casa de quem jurar falsamente.

### Visão judaica
A lei judaica enumera 613 Mitzvot, ou mandamentos, incluindo a proibição de roubar e um número de outros mandamentos relacionados à proteção da propriedade privada e à administração da justiça em casos relacionados.

467. Não roubar dinheiro furtivamente (Levítico 19:11);

468. Nãos se omitir o tribunal, mas implementar adequadas medidas punitivas contra o ladrão (Êxodo 21:37);

469. Não praticar, cada um, dois pesos e duas medidas, mas assegurar que suas balanças e pesos sejam precisos (Levítico 19:36);

470. Não cometer injustiça com balanças e pesos (Levítico 19: 35);

471. Não possuir escalas e pesos imprecisos mesmo que não sejam para uso (Deuteronômio 25:13);

472. Não mover um marcador de limite para roubar a propriedade de alguém (Deuteronômio 19:14);

473. Não sequestrar (Êxodo 20 :13)
474. Não roubar abertamente (Levítico 19:13);

475. Não reter salários ou deixar de pagar uma dívida (Levítico 19:13);

476. Não cobiçar ou tramar para adquirir a possessão de outra pessoa (Êxodo 20:14);

477. Não desejar a possessão alheia (Deuteronômio 5:18);

478. Não reter ilicitamente objeto roubado ou seu valor, mas devolvê-lo (Levítico 5:23);

479. Não ignorar um objeto perdido (Deuteronômio 22:3);

480. Não reter, mas devolver o objeto perdido (Deuteronômio 22:1);

481. Não se omitir o tribunal, mas implementar leis contra aquele que assalta outro ou danifica a propriedade de outro (Êxodo 21: 8).— Sefer Hamitzvot por Maimônides
Maimônides (Rambam) via o roubo como um passo na progressão do desejo avassalador de assassinar. Quando a pessoa que possui um item cobiçado resiste à sua aquisição injusta, o ladrão recorre à violência e pode se tornar culpado de assassinato.

"O desejo leva à cobiça, e a cobiça leva ao roubo. Pois se o dono (do cobiçado objeto) não quiser vender, mesmo que lhe seja oferecido um bom preço e seja solicitado aceitar, a pessoa (que cobiça o objeto) virá roubá-lo, como está escrito" (Miqueias 2:2),  'Eles cobiçam campos e (então) os roubam'. E se o dono se aproximar dele com vista a recuperar o seu dinheiro ou impedir o roubo, ele virá para assassinar. Vá e aprenda com o exemplo de Acabe e Nabote.— Maimônides
A admoestação de Maimônides para aprender pelo exemplo de Acabe e Nabote refere-se à narrativa em 1 Reis 21, na qual o rei Acabe, de Israel, tentou convencer Nabote, o jizreelita, a vender-lhe a vinha que este possuía adjacente ao palácio do rei. Acabe queria que a terra fosse usada como horta, mas Nabote recusou-se-lhe a vender ou trocar a propriedade, dizendo: "O SENHOR proíba que eu lhe venda o que herdei de meus pais!". Jezabel, esposa de Acabe, então conspirou para obter a vinha, escrevendo cartas em nome de Acabe para os anciãos e nobres na cidade de Nabote, instruindo-os a ter duas pessoas em falso testemunho, afirmando que Nabote amaldiçoou tanto a Javé Deus quanto ao rei Acabe. Nabote foi, assim, apedrejado até a morte, e Acabe tomou posse da vinha daquele. O texto descreve Javé Deus como muito zangado com Acabe,  e o profeta Elias pronuncia julgamento sobre Acabe e Jezabel.

## Novo Testamento

### Cristianismo
No Novo Testamento, tudo aquilo que, de alguma forma, de algum modo, subtrai a adoração, a glória, a honra e o louvor devidos unicamente a'O Altíssimo Senhor 'Javé Deus, bem como, com o advento d'O Senhor Jesus Cristo, Deus conosco, Emanuel, também a Ele, O Senhor Jesus Cristo, tudo aquilo que se anuncia como sendo da parte de Javé Deus, sem o ser, na verdade, além das observáveis apropriações indébitas de bens intelectuais, materiais e mesmo de pessoas (raptos, sequestros) é considerado furto/roubo, portanto, afrontando a proibição prescrita pelo Oitavo Mandamento.
O Novo Testamento,  pel'O Senhor Jesus Cristo,  repete o mandamento de não furtar/roubar, e contém avisos terríveis sobre as consequências espirituais dessa prática, defendendo as idéias básicas dos direitos de propriedade privada e o papel das autoridades governamentais em punir os ladrões. Os ladrões são exortados a não furtar/roubar mais, mas a trabalhar duro com suas próprias mãos para que eles possam ter algo para compartilhar com as pessoas em necessidade. Tomás de Aquino identifica cinco tipos de roubo: furtivo, violento, retenção de salários, fraude, e compra de posições privilegiadas.
O ladrão hipócrita é personificado por Judas: quando tomou secretamente uma parte do dinheiro que Jesus e os apóstolos levantavam para ajudar aos pobres; quando se opôs ao ato de unção a Jesus, por parte de Maria, com puro nardo, fingindo hipocritamente teria sido mais proveitoso se o nardo fosse vendido e o dinheiro dado aos pobres. Havia alguns fariseus como Judas: que roubavam, embora persistissem a pregar o "não roubar".
Embora os direitos da propriedade privada sejam salvaguardados, e nunca contestados em valia, o tema principal do Novo Testamento é que a absoluta primazia da confiança e esperança n'O Senhor Javé Deus, em lugar de nos bens materiais, pelo que há um reconhecimento da luta existente no coração entre amar a Javé Deus e amar o dinheiro, as posses materiais. Em sucessivas passagens, O Senhor Jesus Cristo ensina o valor soberano dessa primazia e o modo de praticá-la:

"(19) Não acumuleis para vós outros tesouros na terra, onde a traça e a ferrugem destroem, e onde ladrões arrombam para roubar. (20) Mas ajuntai para vós outros tesouros no céu, onde a traça nem a ferrugem podem destruir, e onde os ladrões não arrombam e roubam. (21) Porque, onde estiver o teu tesouro, aí também estará o teu coração. (22) Os olhos são a lâmpada do corpo. Portanto, se teus olhos forem bons, teu corpo será pleno de luz. (23) Porém, se teus olhos forem maus, todo o teu corpo estará em absoluta escuridão. Por isso, se a luz que está em ti são trevas, quão tremendas são essas trevas! (24) Ninguém pode servir a dois senhores; pois odiará um e amará o outro, ou será leal a um e desprezará o outro. Não podeis servir a Deus e a Mamon.".(Bíblia King James Atualizada online)
No modo absolutamente preventivo, como a demonstrar a superioridade d'O Reino de Deus, e, pois, a primazia a Ele devida, Ele ensinou:

"(25) Portanto, vos afirmo: não andeis preocupados com a vossa própria vida, quanto ao que haveis de comer ou beber; nem pelo vosso corpo, quanto ao que haveis de vestir. Não é a vida mais do que o alimento, e o corpo mais do que as roupas? (26) Contemplai as aves do céu: não semeiam, não colhem, nem armazenam em celeiros; contudo, vosso Pai celestial as sustenta. Não tendes vós muito mais valor do que as aves? (27) Qual de vós, por mais que se preocupe, pode acrescentar algum tempo à jornada da sua vida? (28) E por que andais preocupados quanto ao que vestir? Observai como crescem os lírios do campo. Eles não trabalham nem tecem. (29) Eu, contudo, vos asseguro que nem Salomão, em todo o esplendor de sua glória, vestiu-se como um deles. (30) Então, se Deus veste assim a erva do campo, que hoje existe e amanhã é lançada ao fogo, quanto mais a vós outros, homens de pequena fé? (31) Portanto, não vos preocupeis, dizendo: Que iremos comer? Que iremos beber? Ou ainda: Com que nos vestiremos? (32) Pois são os pagãos que tratam de obter tudo isso; mas vosso Pai celestial sabe que necessitais de todas essas coisas. (33) Buscai, assim, em primeiro lugar, O Reino de Deus e a Sua Justiça, e todas essas coisas vos serão acrescentadas. (34) Portanto, não vos preocupeis com o dia de amanhã, pois o amanhã trará suas próprias preocupações. É suficiente o mal que cada dia traz em si mesmo. "</ref>(Bíblia King James Atualizada online)
Por fim, próximo à Sua Paixão Redentora, O Senhor Jesus Cristo ainda esclareceu:

"(31) Então, disse Jesus aos judeus que haviam crido nele: 'Se permanecerdes na minha Palavra, verdadeiramente sereis meus discípulos. (32) E conhecereis a verdade, e a verdade vos libertará.' (33) Eles responderam-lhe: 'Somos descendência de Abraão e jamais fomos escravos de ninguém. Como podes tu afirmar que seremos libertos?' (34) Jesus explicou-lhes: 'Em verdade, em verdade vos asseguro: todo aquele que pratica o pecado é escravo do pecado. (35) O escravo não fica em casa para sempre, mas o filho permanece para sempre. (36) Assim sendo, se o Filho vos libertar, sereis verdadeiramente livres. (37) Eu sei que sois a descendência de Abraão, entretanto, procurais matar-me, porque a minha Palavra não tem lugar dentro de vós. (38) Eu falo do que tenho visto com meu Pai, e vós fazeis o que ouvistes de vosso pai.' (39) Eles contestaram a Jesus, dizendo: 'Abraão é nosso pai.' Mas Jesus os corrigiu: 'Se fôsseis filhos de Abraão, vós faríeis as obras de Abraão. (40) Mas, ao contrário, agora procurais matar a mim, um homem que vos tem declarado a verdade, a qual ouviu de Deus. Abraão não procedeu assim. (41) Vós fazeis as obras de vosso pai.' Então lhe asseveraram: 'Nós não nascemos de fornicação; nós temos um só Pai, Deus.' (42) Replicou-lhes Jesus: 'Se Deus fosse vosso Pai, vós me amaríeis, pois Eu procedo de Deus e estou aqui. Eu não vim por mim mesmo, mas Ele me enviou. (43) Por que vós não podeis entender minha linguagem? É porque vós sois incapazes de ouvir a minha Palavra. (44) Vós pertenceis ao vosso pai, o Diabo; e quereis realizar os desejos de vosso pai. Ele foi assassino desde o princípio, e jamais se apoiou na verdade, porque não existe verdade alguma nele. Quando ele profere uma mentira, fala do que lhe é próprio, pois é um mentiroso e pai da mentira. (45) Mas, porque Eu digo a verdade, vós não credes em mim. (46) Quem de vós pode me condenar por algum pecado? E, se Eu estou dizendo a verdade, por que vós não credes em mim? (47) Aquele que é de Deus, ouve as palavras de Deus. Entretanto, vós não ouvis; porque não sois de Deus.' Antes de Abraão, Eu Sou"(Bíblia King James Atualizada online)
"(7) Sendo assim, Jesus lhes disse de novo: 'Em verdade, em verdade vos asseguro: Eu Sou a porta das ovelhas. (8) Todos quantos vieram antes de mim são ladrões e assaltantes; porém as ovelhas não os ouviram. (9) Eu Sou a porta. Qualquer pessoa que entrar por mim, será salva. Entrará e sairá; e encontrará pastagem. (10) O ladrão não vem, senão para roubar, matar e destruir. Eu vim para que as ovelhas tenham vida, e vida em plenitude."(Bíblia King James Atualizada online)
Paulo Apóstolo ensinou, em suas várias cartas evangelísticas e missionárias, as qualidades que demonstram o verdadeiro cristão, e, em contraste, aquilo que afasta o ser humano desse chamado:

"(9) Não sabeis que os injustos não herdarão o Reino de Deus? Não vos deixem enganar: nem imorais, nem idólatras, nem adúlteros, nem os que se entregam a práticas homossexuais de qualquer espécie, (10) nem ladrões, nem avarentos, nem viciados em álcool ou outras drogas, nem caluniadores, nem estelionatários herdarão o Reino de Deus. (11) Assim fostes alguns de vós. Contudo, vós fostes lavados, santificados e justificados em o Nome do Senhor Jesus Cristo e no Espírito Santo do nosso Deus! (12) Todas as coisas me são permitidas, mas nem todas são saudáveis. Tudo me é lícito realizar, mas eu não permitirei que nada me domine. "(Bíblia King James Atualizada online)
"(6) De fato, a piedade acompanhada de alegria espiritual é grande fonte de lucro. (7) Porque ingressamos neste mundo sem absolutamente nada, e ao partirmos daqui, nada podemos levar; (8) por isso, devemos estar satisfeitos se tivermos com o que nos alimentar e vestir. (9) No entanto, os que ambicionam ficar ricos caem em tentação, em armadilhas e em muitas vontades loucas e nocivas, que atolam muitas pessoas na ruína e na completa desgraça. (10) Porquanto, o amor ao dinheiro é a raiz de todos os males; e por causa dessa cobiça, alguns se desviaram da fé e se atormentaram em meio a muitos sofrimentos. "(Bíblia King James Atualizada online)

### Visão católica
O ensinamento católico diz respeito ao mandamento (que considera o sétimo) "Tu não furtarás (ou roubarás)" como uma expressão do mandamento de amar o próximo como a si mesmo. O Catecismo da Igreja Católica afirma:

"O sétimo mandamento proíbe injustamente tomar ou guardar os bens do próximo e prejudicá-lo de qualquer maneira com relação a seus bens. Ele comanda a justiça e a caridade no cuidado dos bens terrenos e os frutos do trabalho dos homens. Para o bem comum, exige respeito pelo destino universal dos bens e respeito pelo direito à propriedade privada.— Catecismo da Igreja Católica
A doutrina católica afirma que, em questões econômicas, o respeito pela dignidade humana exige praticar a temperança, uma virtude que modera o apego aos bens mundanos; justiça, uma virtude que preserva os direitos de nossos vizinhos e processa o que é devido; e solidariedade, de acordo com a regra de ouro. Mesmo que não contradiga disposições explícitas do direito civil, qualquer forma de injustamente tomar e guardar a propriedade de outros é contra o sétimo mandamento: assim, retenção deliberada de bens emprestados ou de objetos perdidos; fraude comercial; pagando salários injustos; forçando os preços, aproveitando a ignorância ou a dificuldade de outro. Os seguintes também são considerados moralmente ilícitos: especulação pela qual se consegue manipular artificialmente o preço dos bens para obter vantagem em detrimento de outros; corrupção na qual se influencia o julgamento daqueles que devem tomar decisões de acordo com a lei; apropriação e uso para fins particulares dos bens comuns de uma empresa; trabalho mal feito; Evasão fiscal; falsificação de cheques e faturas; despesas e desperdícios excessivos. Ferir intencionalmente propriedade privada ou pública é contrário à lei moral e requer reparação. Além disso, o ensino católico exige que os contratos e promessas sejam rigorosamente observados. Injustiças exigem restituição ao proprietário.
Seguindo Tomás de Aquino, o ensinamento católico sustenta que "se a necessidade for tão manifesta e urgente, é evidente que a necessidade presente deve ser remediada por qualquer meio que esteja à mão (por exemplo, quando uma pessoa está em algum perigo iminente e há nenhum outro remédio possível), então é lícito para um homem socorrer sua própria necessidade por meio da propriedade de outra pessoa, tomando-a aberta ou secretamente: nem isto é propriamente roubo ou roubo " O ensino católico também apóia a doutrina da compensação oculta. Tomás de Aquino ressalta que, assim como "não matarás" proíbe alguém ferir a seu próximo em sua própria pessoa; e "não cometerás adultério" proíbe ferir a pessoa ligada pelo casamento; o mandamento, "não furtarás," proíbe um ferir ao seu próximo em seus bens.
O ensino católico lembra que Jesus ordena aos seus discípulos que O prefiram a tudo e a todos, e os ordena a "renunciar a tudo o que eles têm" por causa d'Ele e do Evangelho. Jesus deu aos seus discípulos o exemplo da pobre viúva de Jerusalém que deu da sua pobreza tudo o que ela tinha para viver O desapego das riquezas é retratado como obrigatório para a entrada no Reino dos céus. "Bem-aventurados os pobres em espírito" representa a expectativa de que aqueles que não recebem todos os seus anseios físicos estão mais inclinados a buscar o cumprimento de seus anseios espirituais por meio de Jesus Cristo. "O Senhor aflige os ricos, porque eles encontram consolo na abundância de bens.". "Eu quero ver Deus" expressa o verdadeiro desejo do homem. A água da vida eterna sacia a sede de Deus. O apego aos bens deste mundo é uma escravidão. O remédio bíblico é o desejo pela verdadeira felicidade que se encontra na busca e na busca de Deus. Os santos devem lutar, com a graça do alto, para obter as boas coisas que Deus promete. Cristãos fiéis matam seus desejos e, com a graça de Deus, prevalecem sobre as seduções de prazer e poder. Pois que aproveita ao homem ganhar o mundo inteiro, mas perder sua própria alma?.

### Visão protestante
Martinho Lutero atribui esse mandamento ao desejo de Javé Deus de proteger os direitos de propriedade privada. Ele vê esse mandamento como proibindo não apenas a obtenção da propriedade de outrem, mas todas as transações injustas e fraudulentas no mercado, no local de trabalho ou em qualquer outro lugar onde as transações são conduzidas. Lutero descreve ainda negligência e abandono do dever como violações deste mandamento se tal negligência fizer com que o empregador sofra perdas. Da mesma forma, a preguiça e a infidelidade no emprego remunerado são vistas como uma fraude que é pior do que os pequenos furtos que podem ser evitados com fechaduras e trancas>.
"Além disso, no mercado e no comércio comum, também, esta prática está em pleno andamento e força ao máximo, onde alguém abertamente defraudar o outro com mercadorias ruins, medidas falsas, pesos, moedas e por agilidade e finanças estranhas ou truques hábeis vantagem dele; da mesma forma, quando alguém sobrecarrega uma pessoa em um negócio e impiedosamente dirige uma barganha difícil, descasca e aflige-o... Portanto, eles também são chamados de ladrões de cadeira giratória, ladrões de terra e rodovias, não de catracas e ladrões furtivos que roubam o dinheiro pronto, mas que se sentam na cadeira [em casa] e são grandes nobres e cidadãos honrados e piedosos, e ainda roubam e roubam sob um bom pretexto.— Martinho Lutero O Grande Catecismo de Lutero
Martinho Lutero ensinou que é dever de cada pessoa, correndo o risco do desprazer de Deus, não apenas ferir seu próximo, nem privá-lo de ganho, nem perpetrar qualquer ato de infidelidade ou maldade em qualquer barganha ou ofício, mas fielmente para preservar sua propriedade para ele, para assegurar e promover sua vantagem, especialmente quando alguém aceita dinheiro, salários e sustento para tal serviço. Aqueles que transgredirem este mandamento podem escapar do carrasco, mas ele não escapará da ira e do castigo de Deus. Lutero sustentou que deve ser impressionado com os jovens que eles tenham cuidado para não seguir a velha multidão sem lei, mas mantenham os olhos fixos no mandamento de Deus, "para que a sua ira e castigo caiam sobre eles também".
João Calvino explica que, uma vez que a injustiça é uma abominação a Deus, a intenção do mandamento contra o roubo é que se deva dar a cada homem o que lhe é devido. Este mandamento nos proíbe muito depois dos bens de outros homens. Calvino sustenta que as posses de cada indivíduo não lhe caíram por acaso, mas pela distribuição do soberano Senhor de todos. Portanto, ninguém pode perverter seus meios para maus propósitos sem cometer uma fraude em uma dispensação divina. Calvino afirma que Deus vê a longa linha de engano pela qual o homem de habilidade começa a lançar redes para seu vizinho mais simples. Para Calvino, as violações deste mandamento não se limitam a dinheiro, mercadorias ou terras, mas se estendem a todo tipo de direito. Nós defraudamos nossos vizinhos à sua mágoa se recusarmos qualquer um dos deveres que devemos cumprir em relação a eles. A ira de Deus é incorrida se um agente ou um mordomo indolente desperdiça a substância de seu empregador, ou não dá atenção devida à administração de sua propriedade; se injustamente desperdiçar ou gastar de maneira luxuosa os meios que lhe são confiados; se um servo despreza seu mestre, divulga seus segredos ou, de alguma forma, é traiçoeiro para sua vida ou seus bens. Da mesma forma, um mestre incorre na ira de Deus se ele atormenta cruelmente sua casa, porque ele é culpado de roubo diante de Deus; junto todos os que deixarem de entregar o que ele deve aos outros, retiver ou eliminar o que não lhe pertence. divulga seus segredos, ou de alguma forma é traiçoeiro para sua vida ou seus bens. Da mesma forma, um mestre incorre na ira de Deus se ele atormenta cruelmente sua casa, porque ele é culpado de roubo diante de Deus; junto todos os que deixarem de entregar o que ele deve aos outros, retiver ou eliminar o que não lhe pertence. divulga seus segredos, ou de alguma forma é traiçoeiro para sua vida ou seus bens. Da mesma forma, um mestre incorre na ira de Deus se ele atormenta cruelmente sua casa, porque ele é culpado de roubo diante de Deus; junto todos os que deixarem de entregar o que ele deve aos outros, retiver ou eliminar o que não lhe pertence.
João Calvino explica que desde que a injustiça é uma abominação para Deus, a intenção do mandamento contra o roubo, é que devemos dar a cada um o que é seu. Este mandamento proíbe-nos muito tempo depois de outros homens de bens. Calvino sustenta que cada indivíduo posses não diminuiu a ele por acaso, mas pela distribuição do soberano Senhor de todos. Portanto, ninguém pode perverter seus meios para fins maldosos, sem cometer uma fraude em uma dispensação divina. Calvino afirma que Deus vê o longo trem de engano pelas quais o homem, de ofício, começa a estabelecer redes para a sua mais simples vizinho. Para Calvino, as violações a este mandamento não se limitam ao dinheiro, ou de mercadorias, ou terras, mas estendem-se a toda espécie de direito. Nós fraudar nossos vizinhos para o seu mal se declina-se qualquer dos deveres a que estamos obrigados a executar em relação a eles. A ira de deus é incorrido se um agente ou um indolente mordomo resíduos da substância de seu empregador, ou não dar a devida atenção à gestão de sua propriedade; se ele injustamente dilapida ou luxuosamente resíduos os meios que lhe foi confiado; se o servo tem o seu principal objeto de escárnio, divulga seus segredos, ou de qualquer forma é traiçoeiro para a sua vida ou a seus bens. Da mesma forma, um mestre provoca a ira de Deus se ele cruelmente atormenta a sua família, porque ele é culpado de roubo diante de Deus; ao longo será que todos os que não entregar o que ele deve ter para com os outros, mantém volta, ou faz de distância com o que não lhe pertence.
Calvino ensina ainda que a obediência requer que nos contentemos com nossa própria sorte. Devemos desejar adquirir nada além de ganho honesto e legítimo. Não devemos nos esforçar para enriquecer com a injustiça, nem saquear nosso vizinho de seus bens, para que os nossos possam ser aumentados. Não devemos acumular riquezas cruelmente arrancadas do sangue dos outros. Deve ser nosso constante objetivo fielmente emprestar nosso conselho e ajuda a todos, de modo a ajudá-los a reter suas propriedades; ou se tivermos a ver com o pérfido ou astuto, preferimos estar preparados para ceder um pouco do nosso direito do que lutar com eles. Calvino afirmou ainda que o cristão individual deve contribuir para o alívio daqueles observados sob a pressão das dificuldades, auxiliando a sua falta de sua própria abundância. Calvino descreve o mandamento contra o roubo como exigindo a entrega inabalável de toda e qualquer obrigação:
"Que cada um, eu digo, considere o que em seu próprio lugar e ordem ele deve aos seus vizinhos, e pague o que deve. Além disso, devemos sempre ter uma referência ao Legislador e, portanto, lembrar que a lei que exige que promovamos e defendamos o interesse e a conveniência de nossos semelhantes se aplica igualmente a nossas mentes e nossas mãos."— João Calvino
Matthew Henry vê a proibição de roubar como aplicando-se à injustiça, aos gastos pecaminosos e às poupanças pecaminosas. Não se deve pegar os bens de outrem ou invadir os limites de sua propriedade. É preciso restaurar o que está perdido. É preciso pagar o que é devido: dívidas, aluguéis, salários, impostos e dízimos.
"Esse mandamento proíbe-nos de nos roubarmos do que temos por gastos pecaminosos, ou do uso e conforto dele por meio de poupanças pecaminosas, e para roubar outros removendo os marcos antigos, invadindo os direitos de nosso vizinho, tirando seus bens de sua pessoa, ou casa, ou campo, à força ou clandestinamente, exagerando em barganhas, nem restaurando o que é emprestado ou encontrado, retendo apenas dívidas, aluguéis ou salários, e (o que é pior de tudo) roubar o público na moeda ou na receita, ou aquilo que é dedicado ao serviço da religião."— Matthew Henry

## Leitura complementar
- O Judeu Da Bíblia De Estudo, Tanakh De Tradução.  2004. Berlim, Adele; Brettler, Marc Zvi; Fishbane, Michael, eds. Sociedade De Publicação Judaica, New York: Oxford University Press. ISBN 0-19-529751-2
- Matthew Henry Conciso Comentário sobre Toda a Bíblia[125]
- A Bíblia Sagrada, Versão Padrão Em Inglês.  2007. Crossway Bíblias, Wheaton, IL. ISBN 1-58134-379-5
- Nova Bíblia De Jerusalém.  1985[126]
- A Bíblia de Estudo NVI.  1995. Barker, Kenneth, Burdick, Donald; Stek, João; Wessel, Walter; Youngblood, Ronald, eds. Edições vida nova. Grand Rapids, MI, EUA ISBN 0-310-92709-9
- EUA Igreja Católica. Catecismo da Igreja Católica.  2003. Doubleday Religião. ISBN 0-385-50819-0[127]